# Катанеле (Димбовіца)
Катанеле (рум. Catanele) — село у повіті Димбовіца в Румунії. Входить до складу комуни Гура-Фоїй.
Село розташоване на відстані 71 км на північний захід від Бухареста, 22 км на південний захід від Тирговіште, 127 км на схід від Крайови, 103 км на південь від Брашова.

## Населення
За даними перепису населення 2002 року у селі проживали 303 особи, усі — румуни. Усі жителі села рідною мовою назвали румунську.